# Itanagar
Itanagar ist die Hauptstadt des nordostindischen Bundesstaates Arunachal Pradesh und liegt an den Ausläufern des Himalayas.
Sie hat zirka 60.000 Einwohner (Zensus 2011) und ist ein Handelszentrum für landwirtschaftliche Erzeugnisse aus der Umgebung.
In der regenreichen Stadt gibt es ein neues tibetisch-buddhistisches Kloster, einen Tempel, der stellvertretend für die birmanische Form des Buddhismus steht (Theravada), sowie das Itafort, eine Festung aus dem 15. Jahrhundert.
Itanagar ist Sitz des Bistums Itanagar.